# Dumbrava, Cluj
Dumbrava (în maghiară Gyerővásárhely) este un sat în comuna Căpușu Mare din județul Cluj, Transilvania, România.

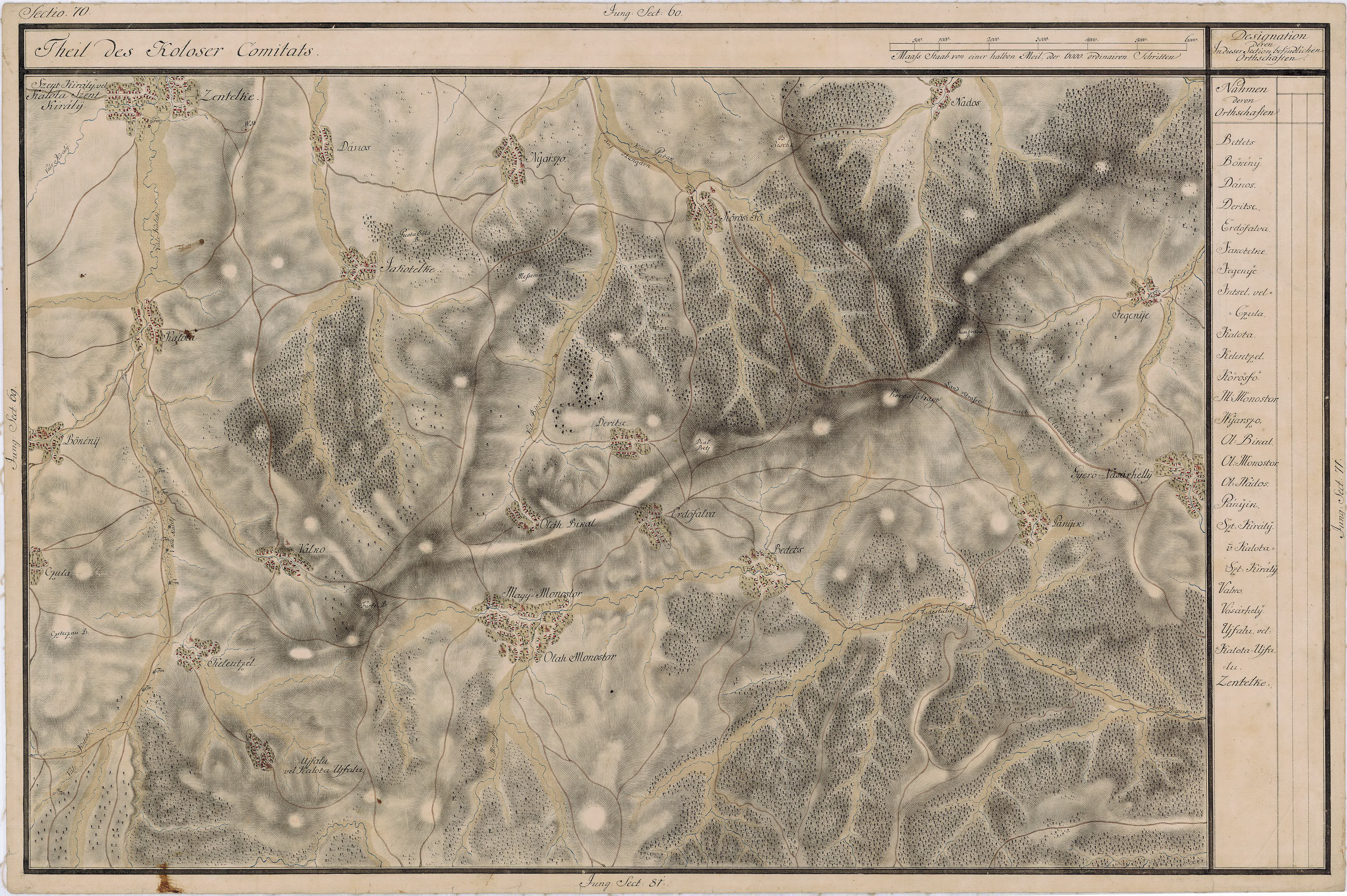
Dumbrava pe Harta Iosefină a Transilvaniei, 1769-1773

## Date geografice
Altitudinea medie: 653 m.

## Lăcașuri de cult
În acest sat a existat o Biserică Reformată-Calvină din secolul al XVIII-lea (tavan casetat din 1752). Biserica a fost demolată în anul 1831. La construcția noii Biserici Reformat-Calvine s-au folosit unele elemente din fostul interior. Din cele 82 de casete de tavan, câteva au fost pictate de Lorenz Umling cel Bătrân (1752), altele de János Asztalos Tamási. Pe peretele vestic se află o placă funerară a unui membru al familiei Gyeröffy (1515).

## Galerie de imagini

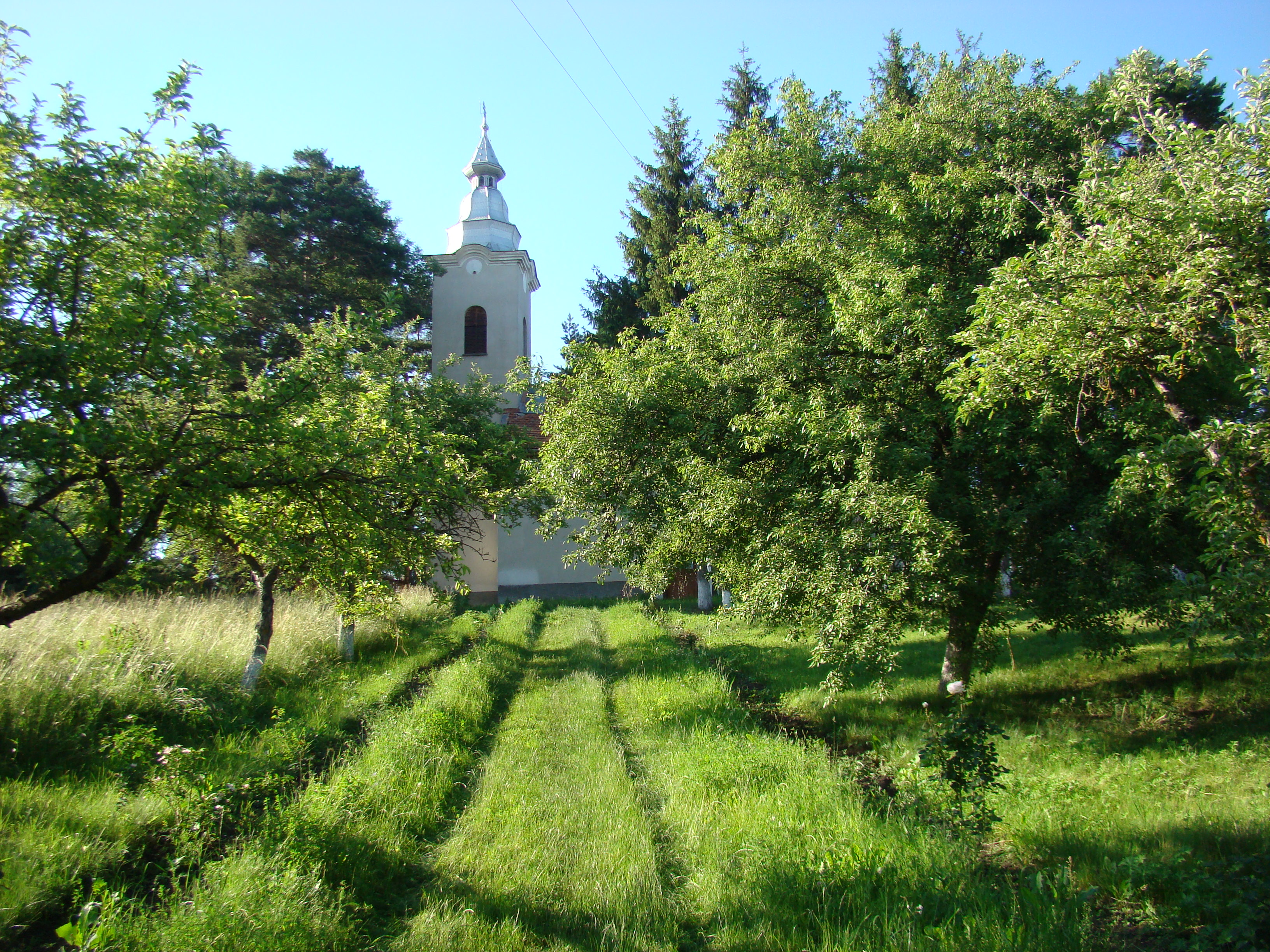
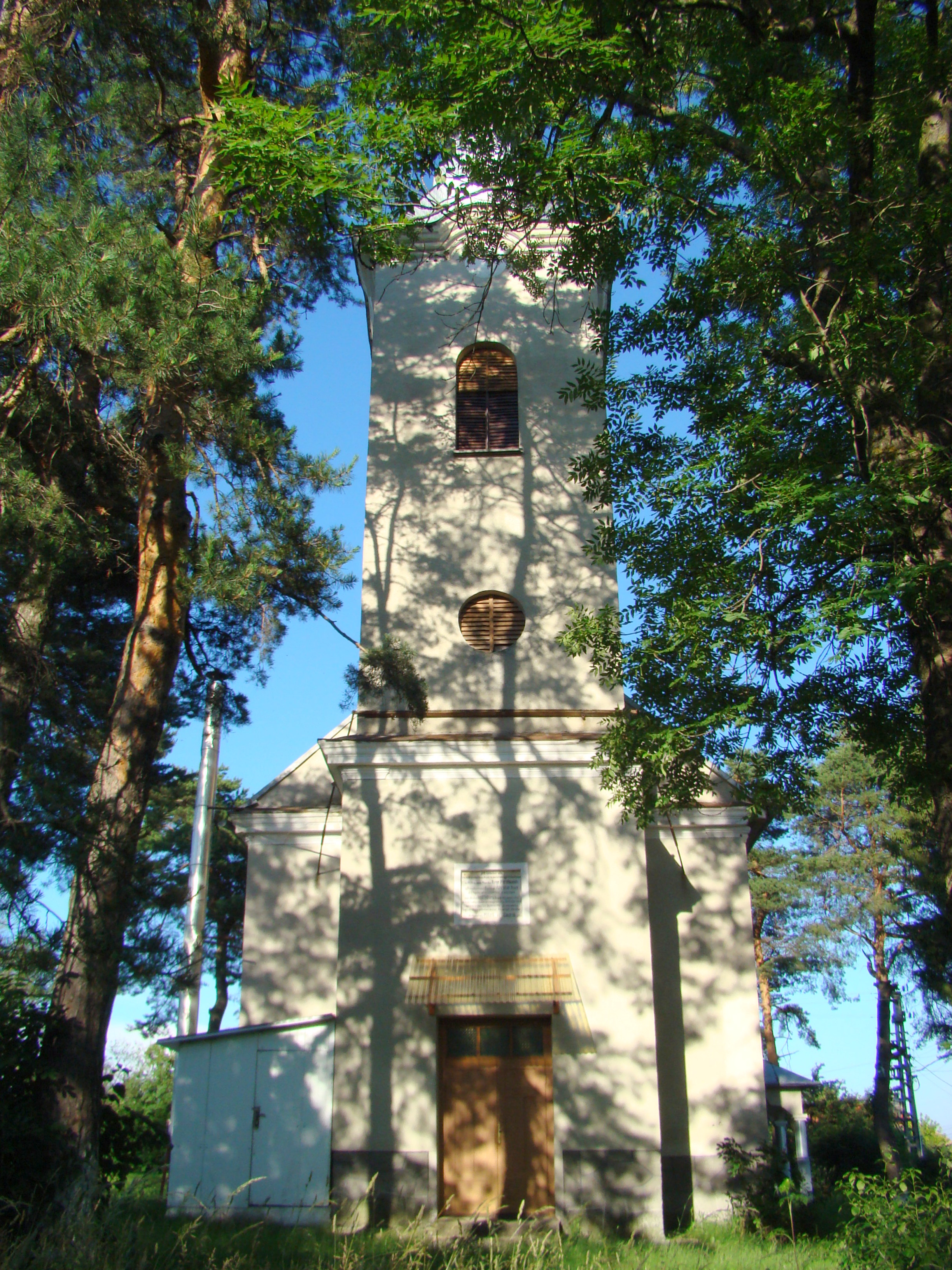
Biserica ortodoxă „Sfinții Arhangheli Mihail și Gavriil” (1926)
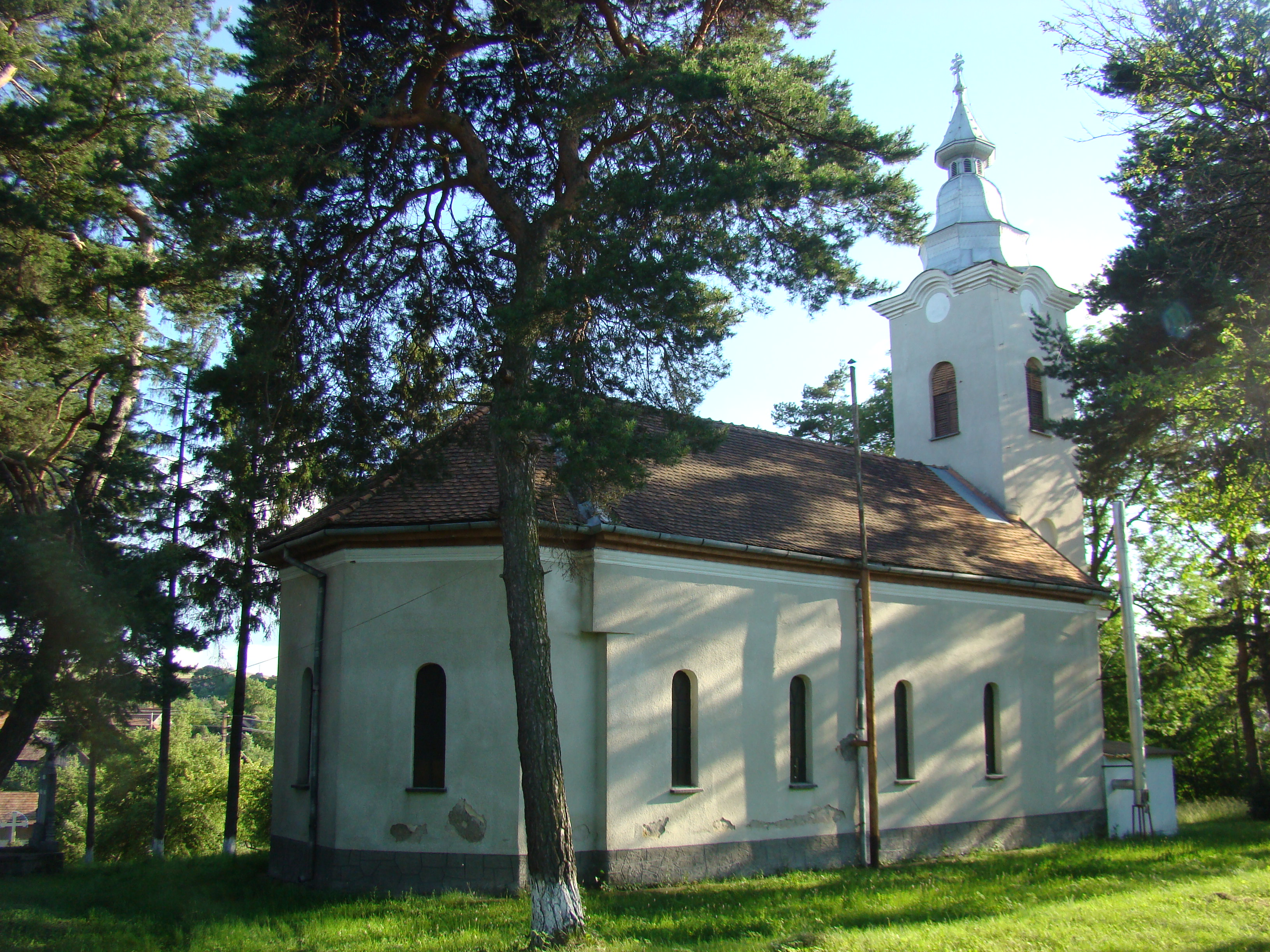
Biserica ortodoxă „Sfinții Arhangheli Mihail și Gavriil” (1926)
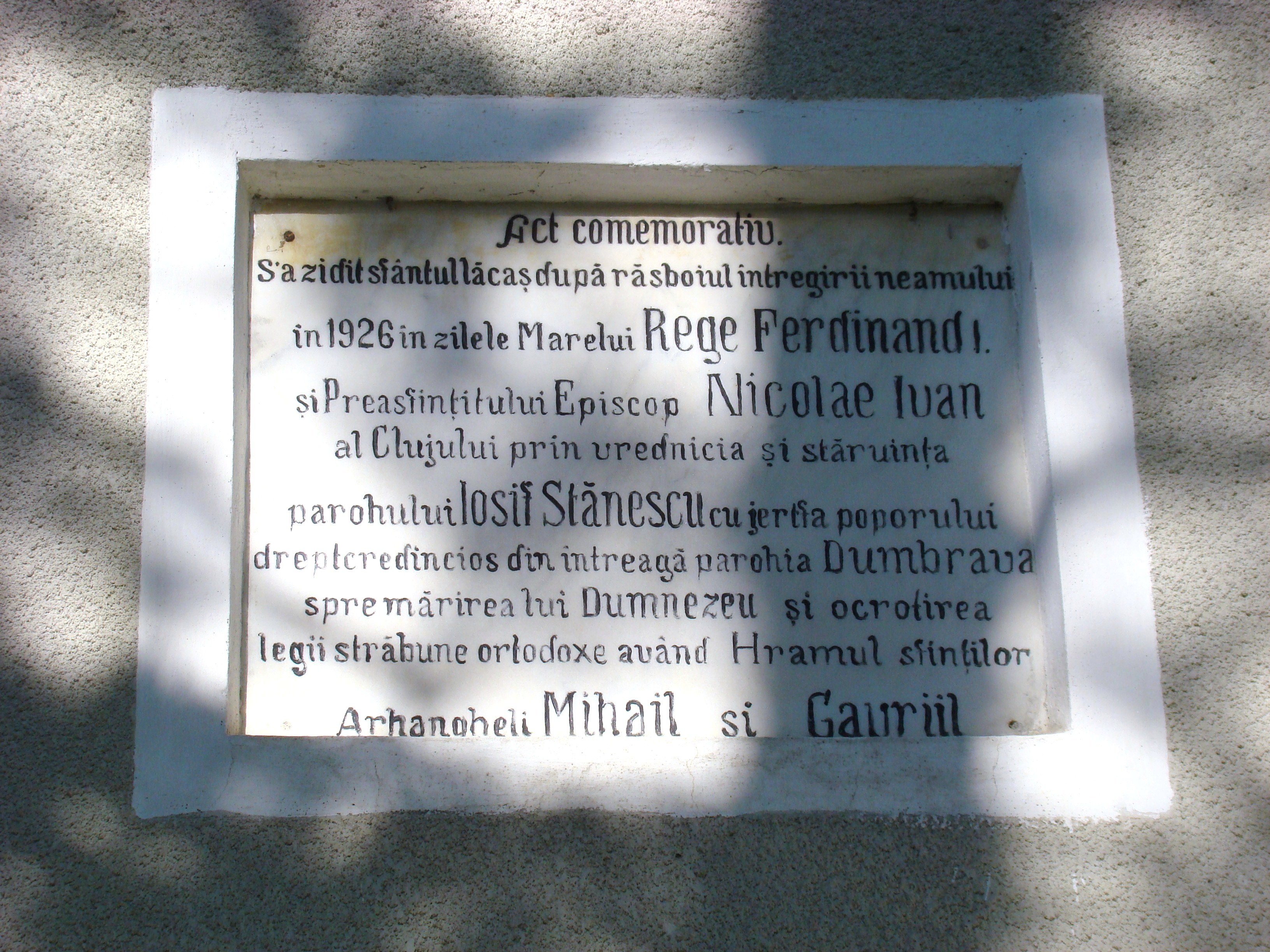
Pisania
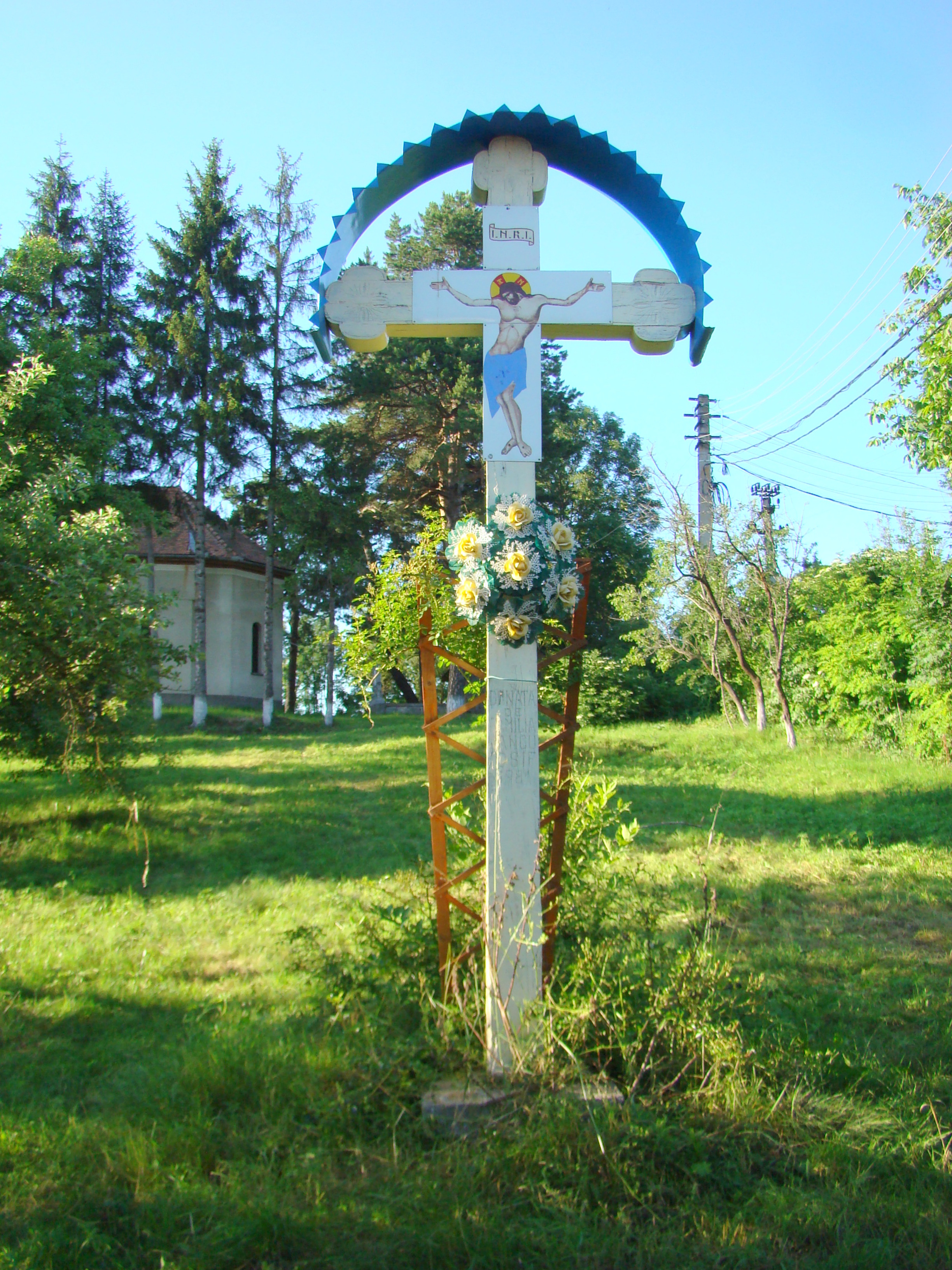
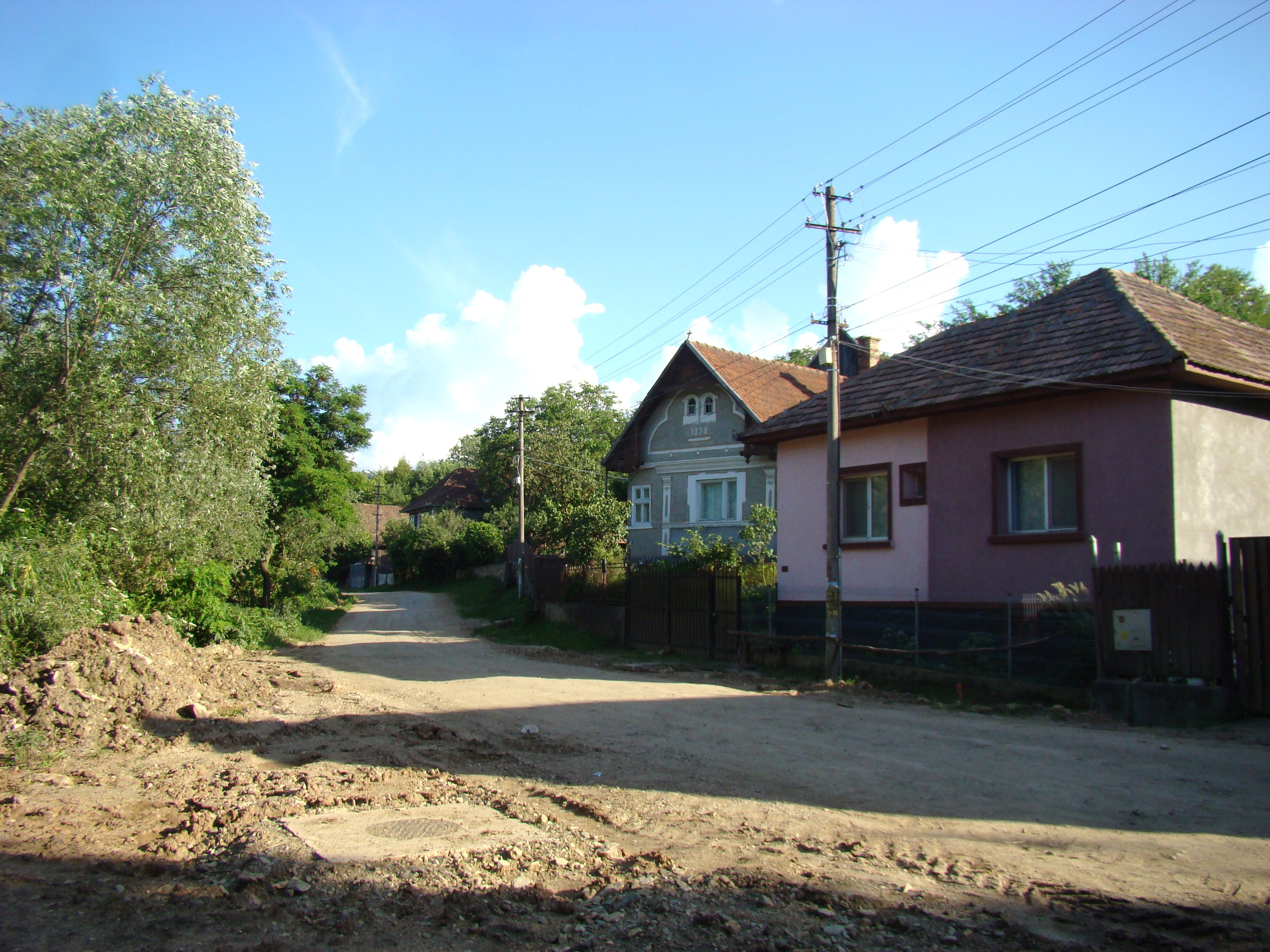
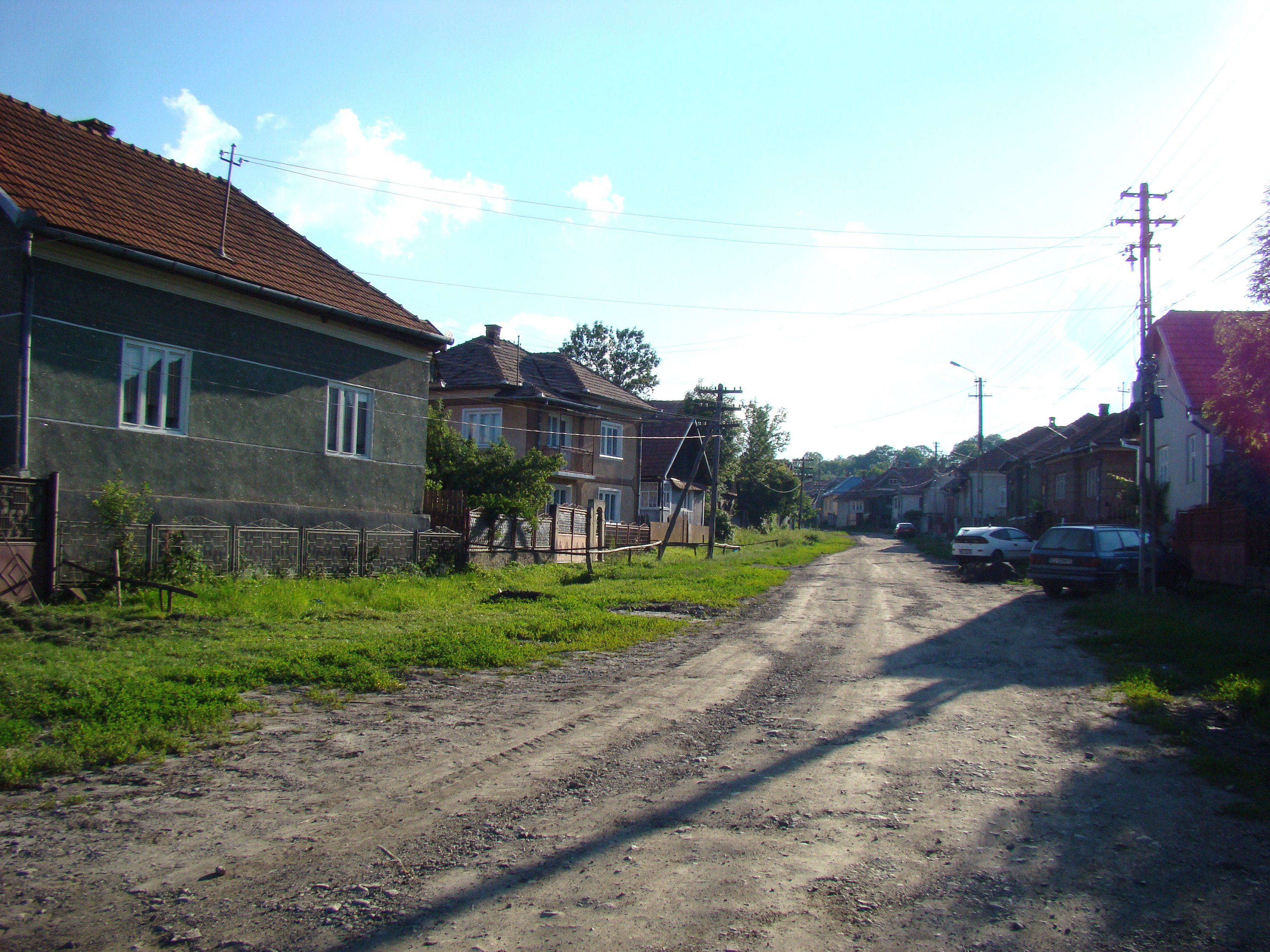
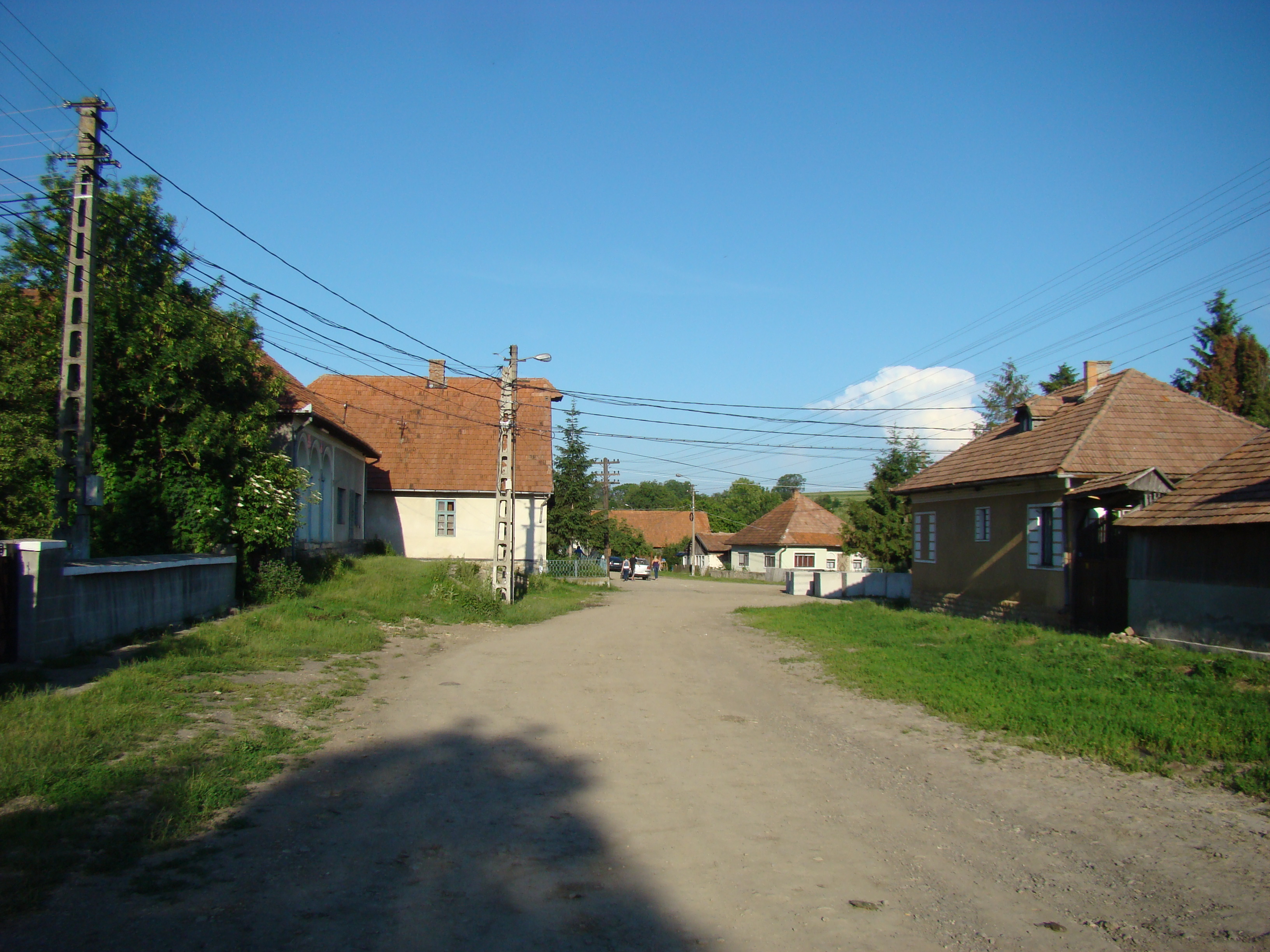
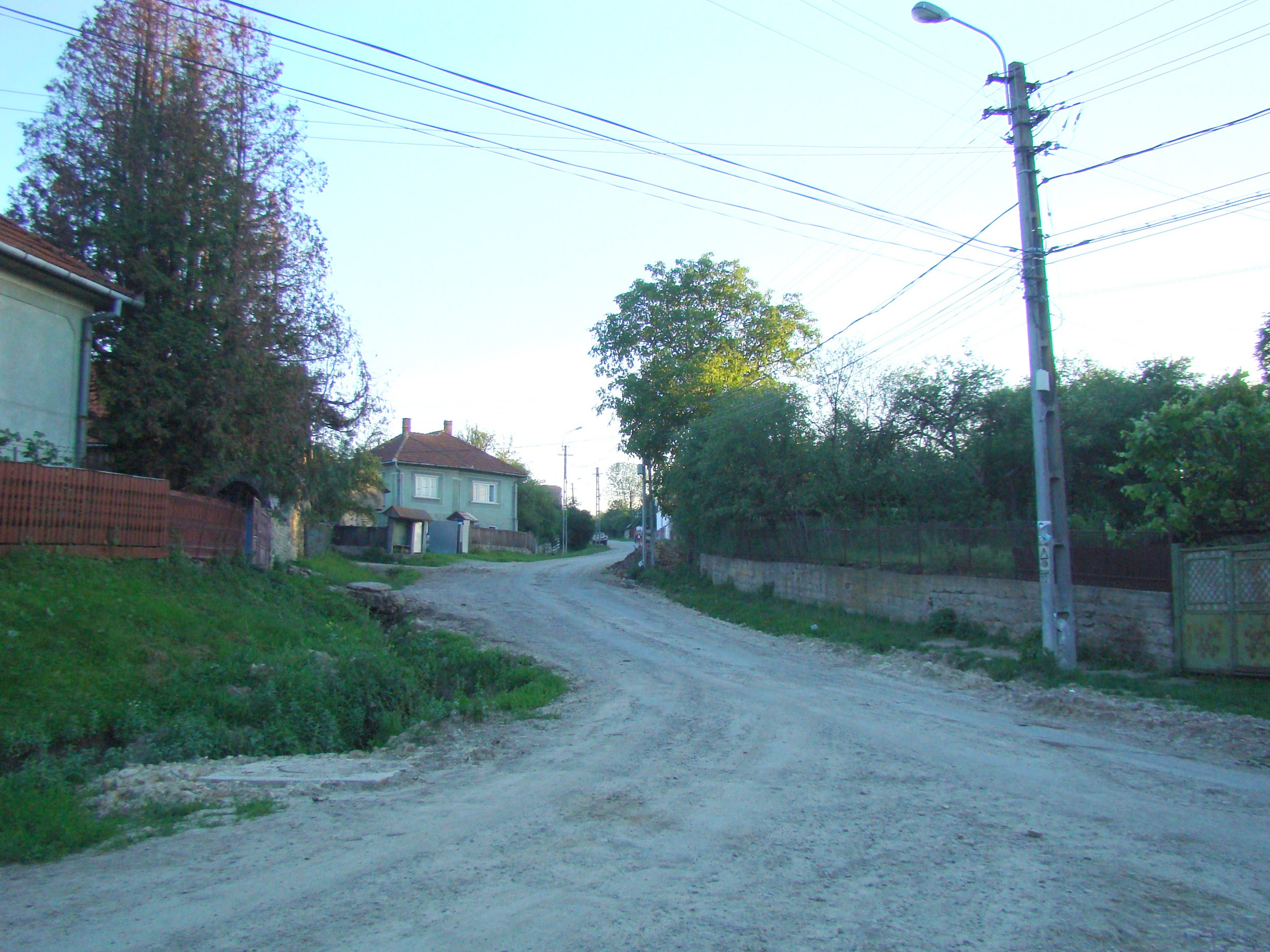
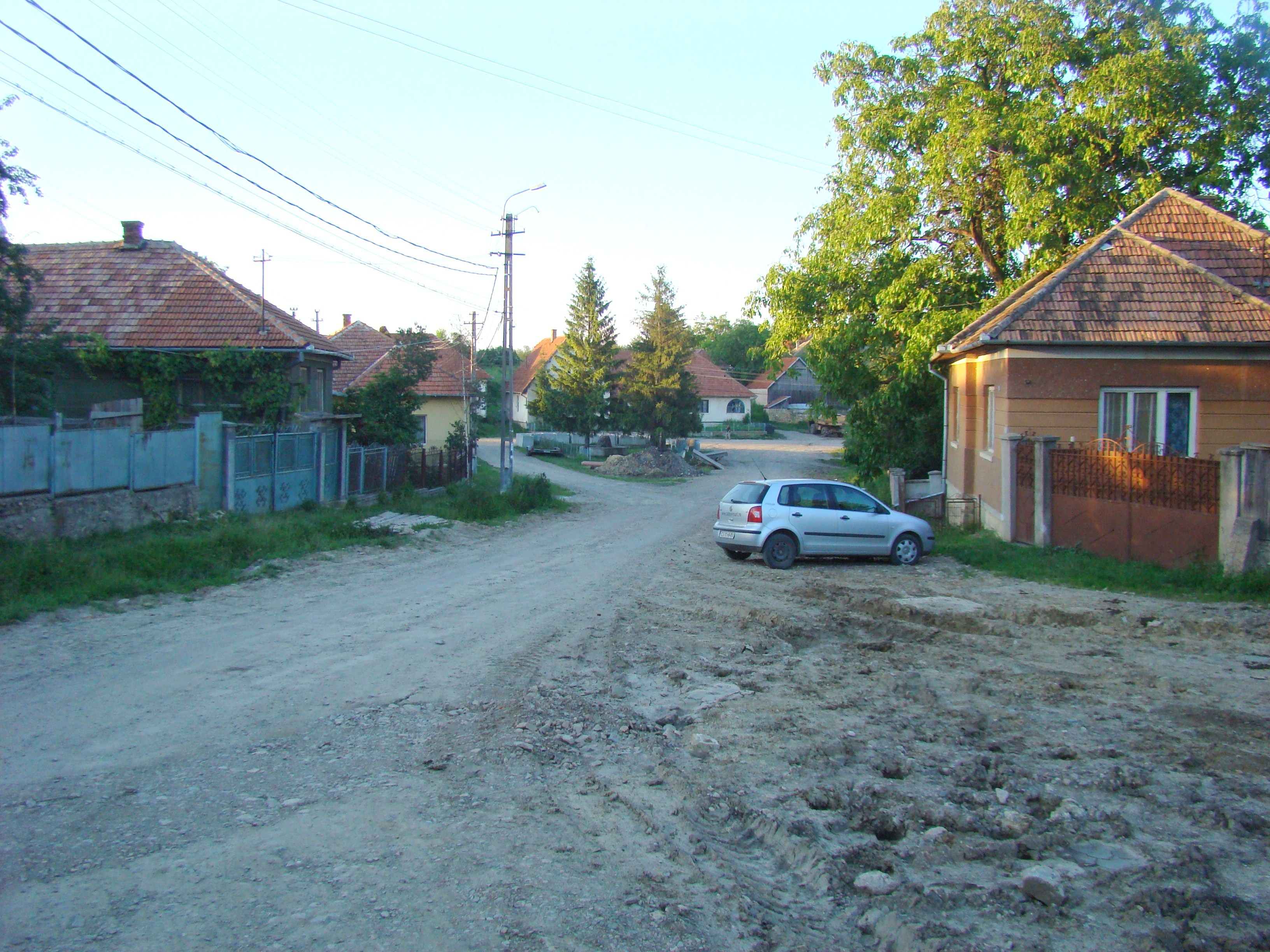
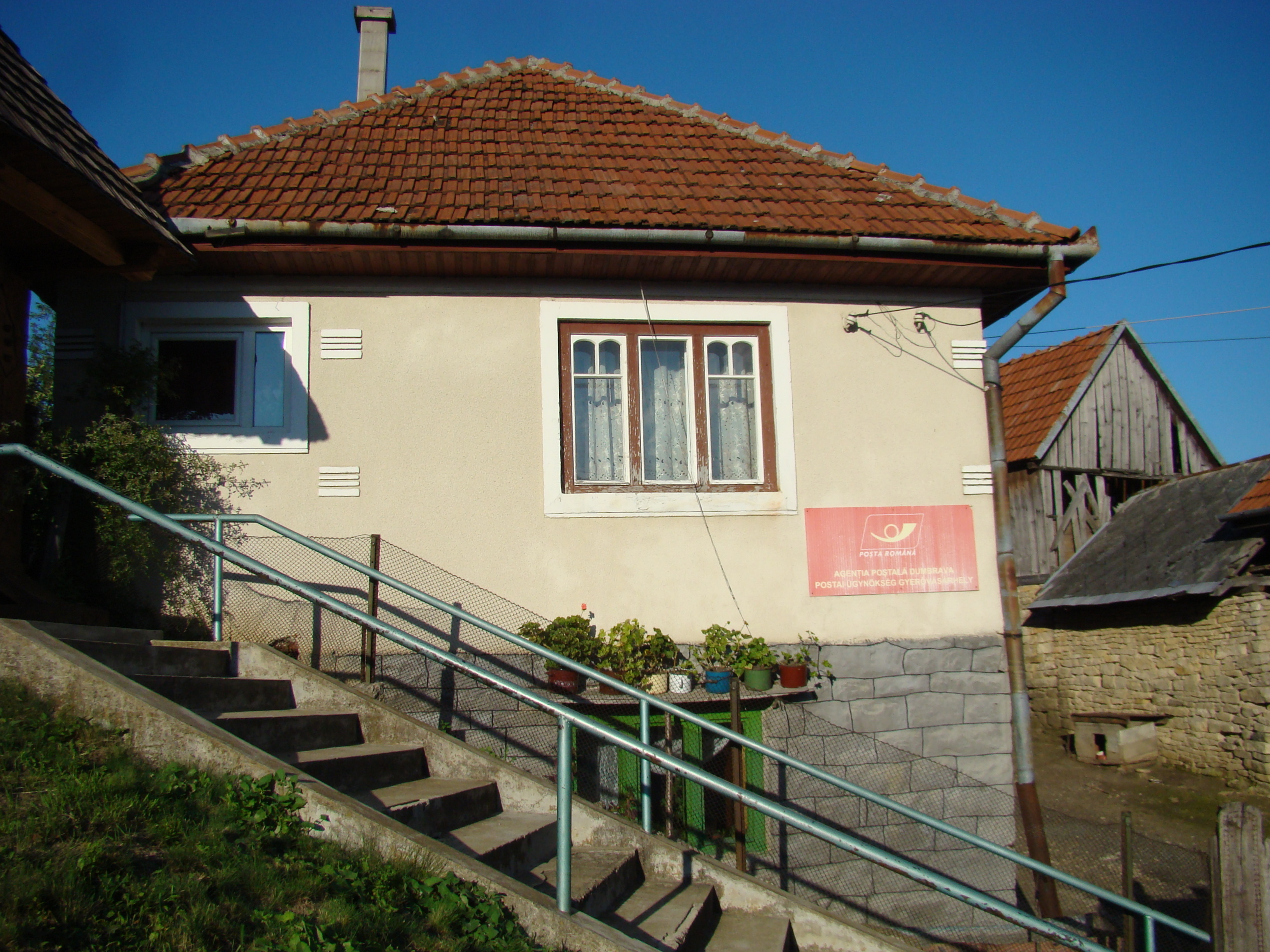
Oficiul poștal Dumbrava
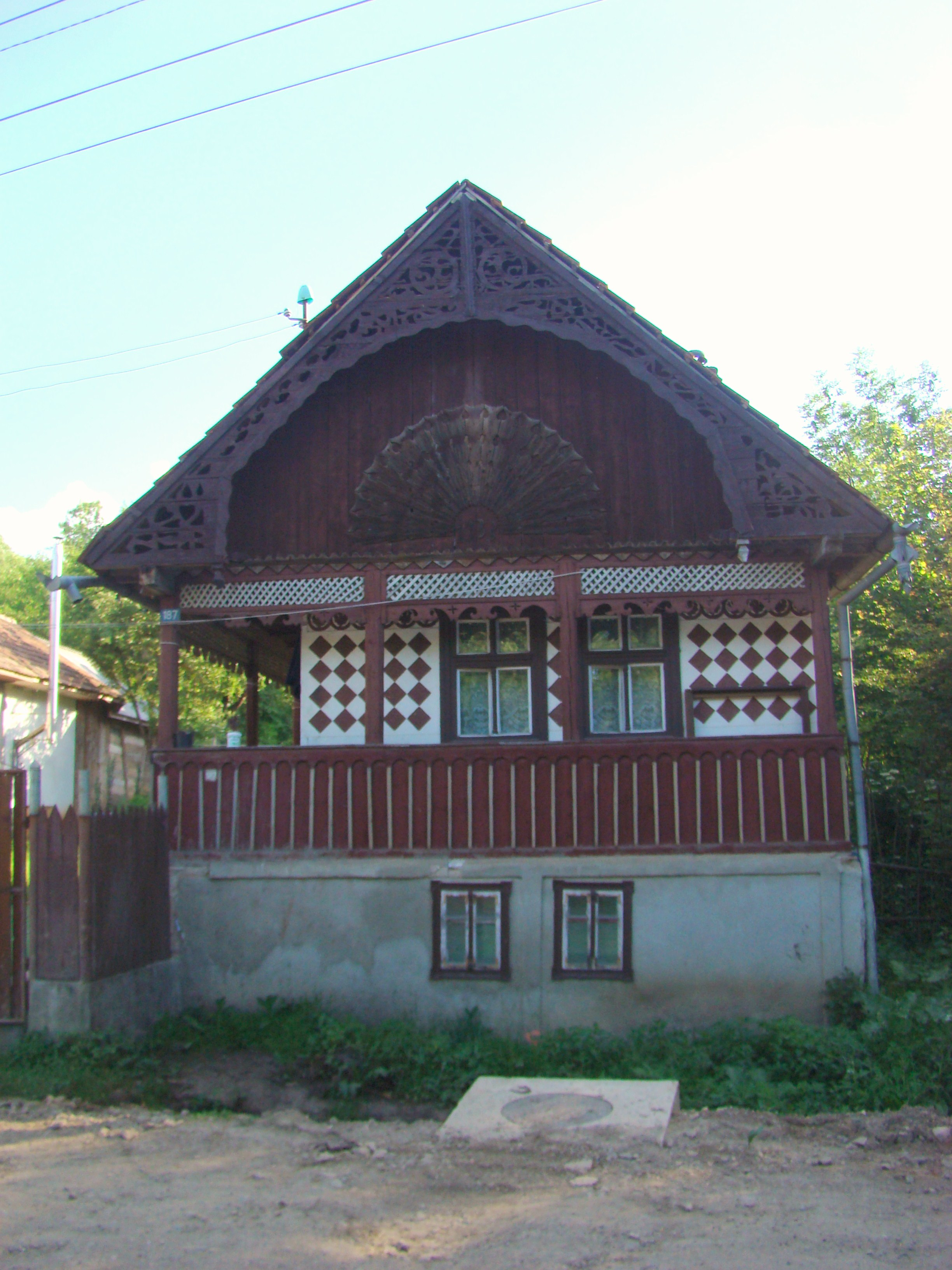
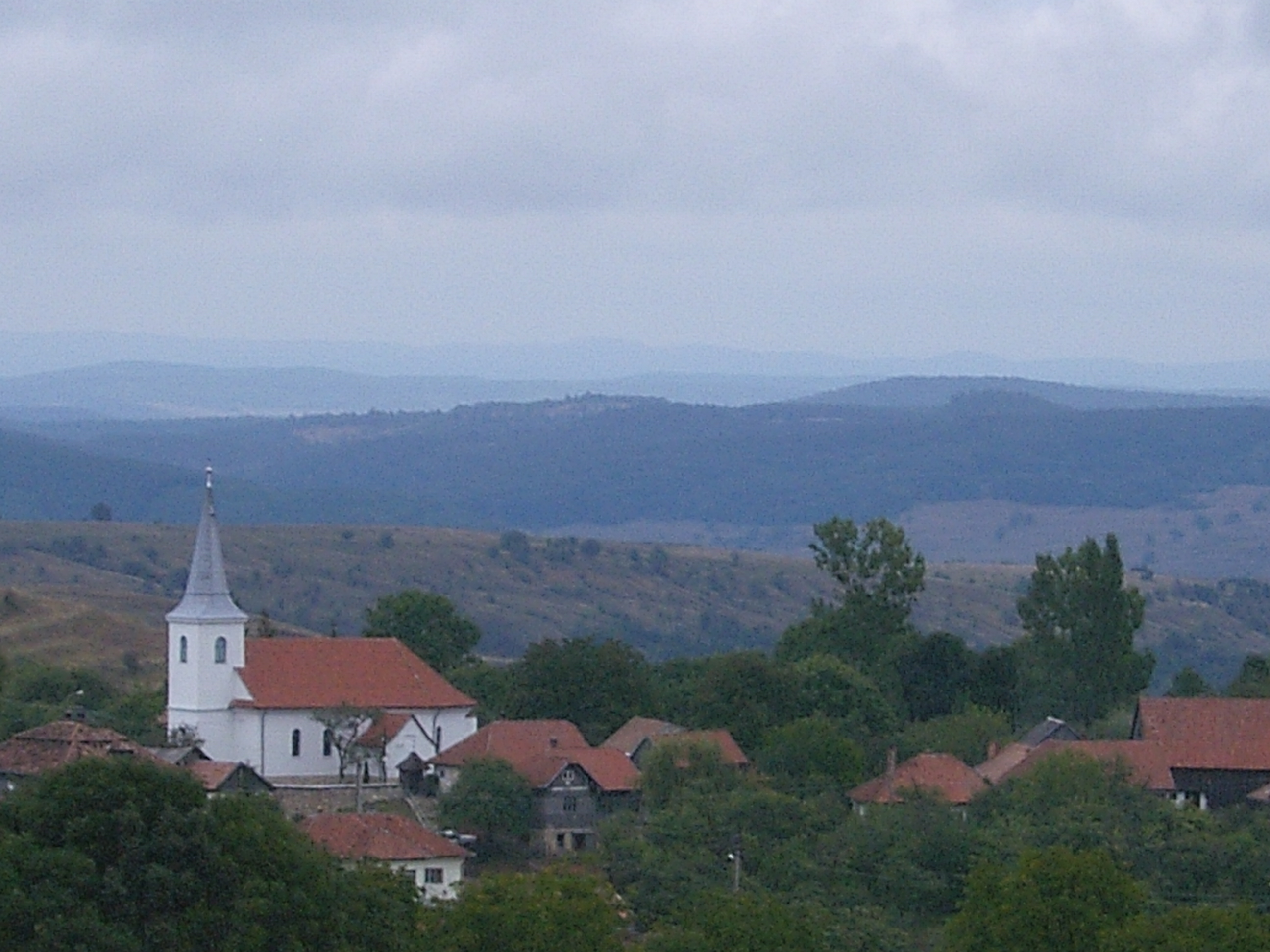
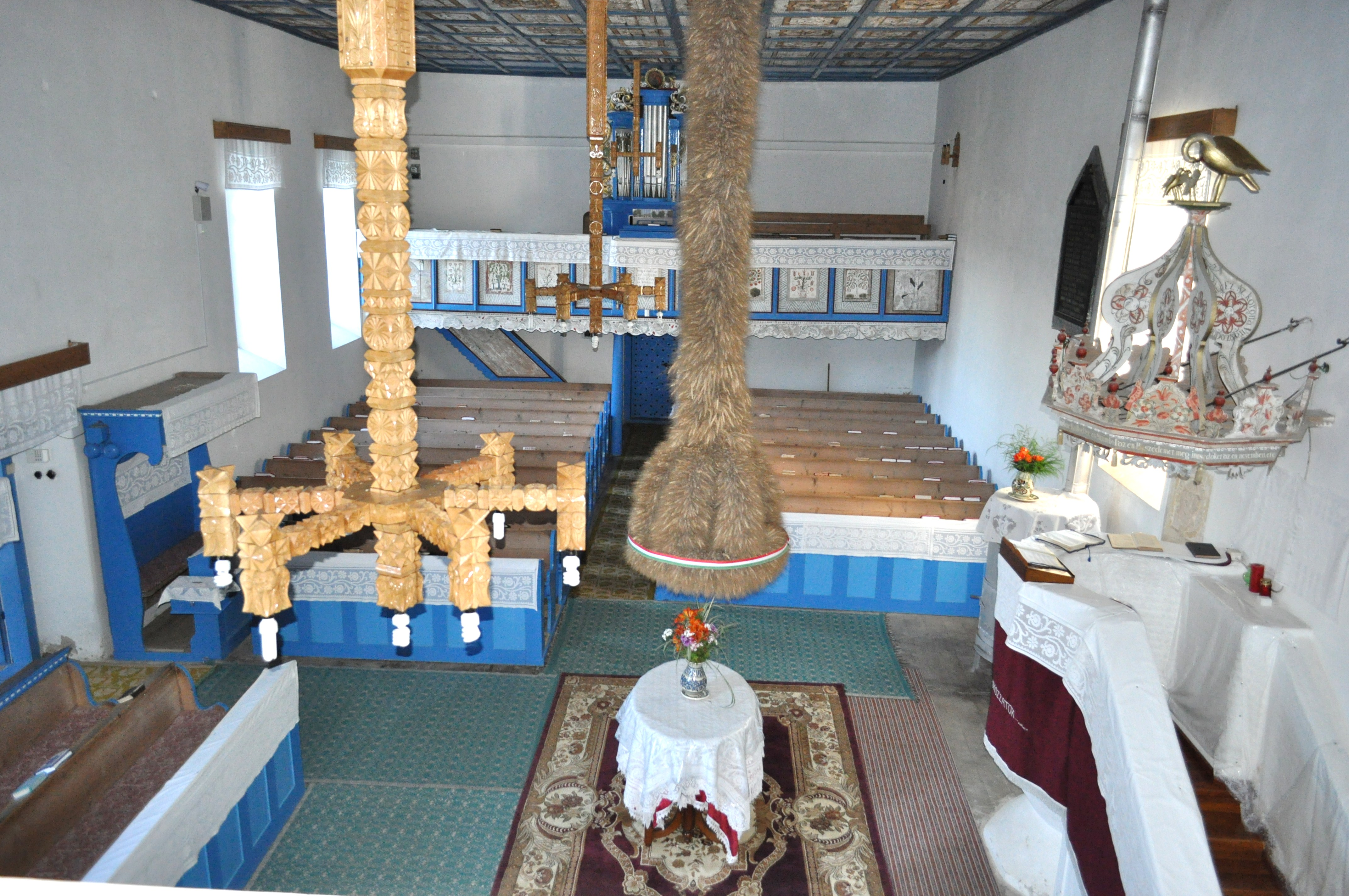
Biserica reformată (interior)
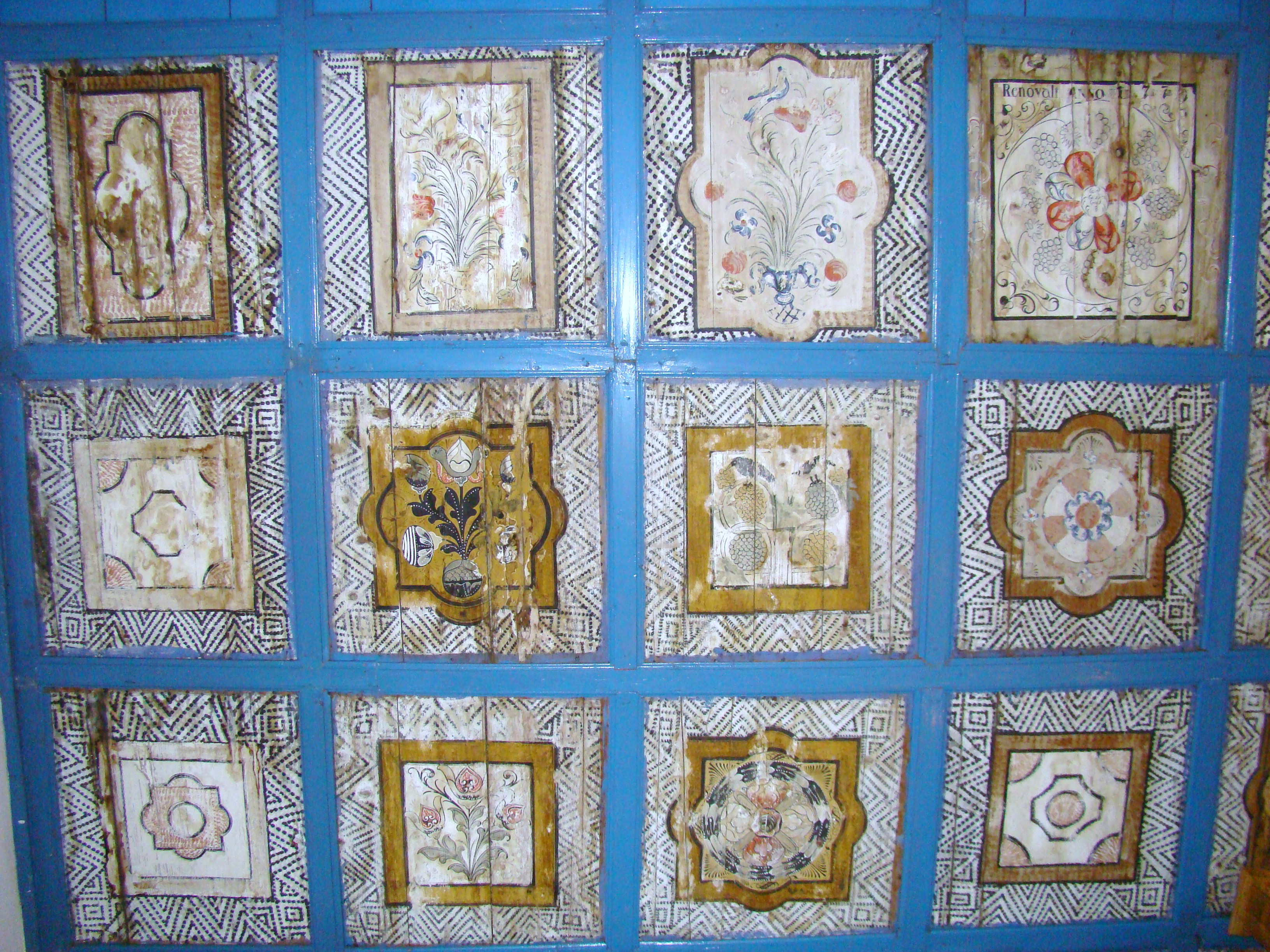
Biserica reformată (tavanul casetat)